# Javier Llabrés
Javier Llabrés (Benissalem, 11 de septiembre de 2002) es un futbolista español que juega en la posición de delantero en el R. C. D. Mallorca de la Primera División de España.

## Biografía
Tras formarse como futbolista en las categorías inferiores del R. C. D. Mallorca, finalmente en 2020 debutó con el segundo equipo el 29 de noviembre de 2020 contra el Ibiza Sant Rafel FC, encuentro que finalizó con empate a cero. El 1 de diciembre de 2021 debutó con el primer equipo en Copa del Rey contra el Gimnástica Segoviana CF. Desde entonces fue alternando participaciones con el filial, llegó a estrenarse en Primera División y en enero de 2023 fue cedido al C. D. Mirandés para que compitiera en Segunda lo que quedaba de temporada. En esta categoría volvió a jugar dos años después tras ser cedido en enero de 2025 al C. D. Eldense.

## Clubes
Actualizado al último partido disputado el 1 de junio de 2025.
| Club                    | País   | Año       | Partidos | Goles |
| ----------------------- | ------ | --------- | -------- | ----- |
| R. C. D. Mallorca "B"   | España | 2020-2022 | 37       | 9     |
| R. C. D. Mallorca       | España | 2021-2023 | 9        | 1     |
| C. D. Mirandés (cedido) | España | 2023      | 14       | 1     |
| R. C. D. Mallorca       | España | 2023-2025 | 21       | 3     |
| C. D. Eldense (cedido)  | España | 2025      | 15       | 3     |
| R. C. D. Mallorca       | España | 2025-     |          |       |